# 泣く子はいねぇが
『泣く子はいねぇが』（なくこはいねぇが、英題:Any Crybabies Around?）は、2020年11月20日に公開された日本映画。脚本・監督は佐藤快磨、主演は仲野太賀で、是枝裕和が企画として本作に携わっている

## 概要
佐藤快磨の商業映画デビュー作で、ユネスコの無形文化遺産に登録された来訪神行事、国の重要無形民俗文化財に指定されている「男鹿（おが）のナマハゲ」が物語に盛り込まれ、迷いながら大人になっていく若者たちの姿を描くドラマとなっている。劇伴と主題歌は折坂悠太による書き下ろし。福山雅治は脚本が気に入ったとして、出資している。

## あらすじ
秋田県・男鹿半島で暮らす、若い“たすく”と“ことね”に娘が生まれた。しかし、子供じみて父親になる覚悟が定まらずにいる夫に、妻は苛立ちを募らせていた。
大晦日の夜「酒を飲まずに早く帰る」と約束を交わし、地元の伝統行事「ナマハゲ」に例年通りに参加するも、酒を断ることができずに、“たすく”は泥酔しきった状態で鬱憤を晴らすようにナマハゲの面をつけたまま全裸で男鹿の街へと駆け出してしまう。
その姿がテレビで全国放送されてしまい、妻や家族に愛想を尽かされ、地元にもいられなくなった“たすく”は逃げるようにして東京へ。
それから2年、上京したもののそこに居場所は見つからず、妻と幼い娘に会いたい気持ちが強くなっていく。そんな矢先、親友の志波からことねが水商売に出ていると聞いた“たすく”は、自らの愚行とようやく向き合い地元へ戻る決意をする。
だが、地元の人々は、大切なナマハゲを汚した“たすく”を許していなかった。ようやく探し出した“ことね”は再婚を決めており、養育費も出さないと責められても仕事もない。故郷にも居場所のない“たすく”は、その年の大晦日に手作りの面を付け、ナマハゲとして“ことね”の家に上がり込むと、娘の姿を我が目に焼き付けるのだった。

## キャスト
- 後藤たすく：仲野太賀
- 桜庭（後藤）ことね：吉岡里帆
- 志波亮介：寛一郎
- 後藤悠馬：山中崇
- 大友：田村健太郎
- フットサル場の同僚：古川琴音
- 松浦祐也
- 師岡広明
- 高橋周平
- ことねの再婚相手：板橋駿谷
- 猪股俊明
- アナウンサー：関向良子
- 後藤せつ子：余貴美子
- 夏井康夫：柳葉敏郎

## スタッフ
- 監督・脚本・編集：佐藤快磨
- 企画：是枝裕和
- 音楽：折坂悠太
- 主題歌：折坂悠太「春」（Less+Project.）
- エグゼクティブプロデューサー：河村光庸
- プロデューサー：大日向隼、伴瀬萌、古市秀人
- 撮影：月永雄太
- 照明：後閑健太
- 録音：吉田憲義
- 美術：西尾共未
- 衣装：馬場恭子
- ヘアメイク：那須野詞
- 小道具：故引英里
- スクリプター：内田智美
- 音響効果：廣中桃李
- キャスティング：田端利江
- スチール：草野庸子
- 助監督：森本晶一
- 制作担当：角田隆
- ラインプロデューサー：中円尾直子
- 協賛：秋田海陸運送、齋彌酒造店、寒風、清水組、秋田信用金庫、三和興業、秋田銀行
- 後援：男鹿市、秋田県
- 企画協力：分福
- 配給：バンダイナムコアーツ、スターサンズ
- 宣伝：KICCORIT
- 制作プロダクション：AOI Pro.
- 製作：『泣く子はいねぇが』製作委員会

## 出品
- 第68回サン・セバスティアン国際映画祭オフィシャルコンペティション部門[10]
- 第21回東京フィルメックスコンペティション部門
- 第56回シカゴ国際映画祭新人監督コンペティション部門

## 受賞
- 第68回サン・セバスティアン国際映画祭最優秀撮影賞（月永雄太）撮影監督[11][12]
- 第30回日本映画批評家大賞新人監督賞（佐藤快磨）監督[13]